# Genshō Tennō
Genshō Tennō (元正天皇?  , 680 – 21 de abril de 748) fue la 44.ª Emperatriz de Japón, según el orden tradicional de sucesión y la quinta mujer que asciende al trono. Reinó entre 715 y 724. Antes de ser ascendida al Trono de Crisantemo, su nombre personal (imina) era Hitaka-hime.

## Genealogía
Fue la hermana mayor del Emperador Monmu e hija del Príncipe Imperial Kusakabe y de la retirada Emperatriz Genmei; por lo tanto era nieta del Emperador Tenmu y de la Emperatriz Jitō, de parte de su padre, y nieta del Emperador Tenji de parte de su madre.
No llegó a contraer matrimonio ni tuvo hijos.

## Biografía
Su sucesión al trono fue hecha con el propósito de esperar la mayoría de edad del hijo del fallecido Emperador Monmu, el futuro Emperador Shōmu.
El príncipe heredero fue designado Príncipe de la Corona en 714 por la emperatriz Genmei, pero en 715, Genmei abdica a favor de su hija debido a que había alcanzado los 50 años, cuando el príncipe aún tenía 14 años. Asume el trono con el nombre de Genshō.
El príncipe se mantuvo como tal durante el reinado de la emperatriz. Fujiwara no Fuhito, el cortesano más importante en la corte de la emperatriz Genmei, permaneció en la corte hasta su muerte en 720. Con la muerte de Fuhito, el Príncipe Nagaya, nieto del Emperador Tenmu, y primo de la emperatriz, asumió el poder de la corte. 
Bajo su reinado, la edición del Nihonshoki, fue finalizado en 720 el primer libro de la historia de Japón. También durante su reinado, se siguió aplicando el sistema de leyes ritsuryō hasta la muerte de Fujiwara no Fuhito. 
El sistema de tasaciones que había sido instituido por la emperatriz Jitō a finales del siglo VII, estaba teniendo dificultades. Para compensar este problema, el Príncipe Nagaya convenció a la emperatriz de promulgar el “Acta de Posesión en Tres Generaciones” en 723. Bajo esta ley, las personas podían poseer el campo que ellos cultivaran durante tres generaciones como máximo. En la cuarta generación, el derecho de posesión podía desaparecer y el campo de cultivo pasaría al gobierno nacional. Esto fue hecho con el propósito de crear nuevos campos de cultivo, pero este efecto tuvo una duración de 20 años.
Genshō abdicó en 724, a la edad de 44 años, a favor de su sobrino, el Emperador Shōmu, que ya había alcanzado la mayoría de edad.
Fallecería en 748 a la edad de 68 años.

## Kugyō
Kugyō (公卿) es el término colectivo para los personajes más poderosos y directamente ligados al servicio del emperador del Japón anterior a la restauración Meiji. Eran cortesanos hereditarios cuya experiencia y prestigio les había llevado a lo más alto del escalafón cortesano.
- Daijō Daijin: Príncipe Imperial Hozumi[5]
- Daijō Daijin: Príncipe Imperial Toneri[5]
- Sadaijin: Iso Kami Marō[5]
- Udaijin: Fujiwara no Fuhito[5]
- Nadaijin: Fujiwara no Muchimaro[5]
- Dainagon: Fujiwara no Fusasaki[5]

## Eras
- Reiki (715 – 717)
- Yōrō (717 – 724)
- Jinki (724 – 729)